# Sparta Amfi
Sparta Amfi ist ein Eishockeystadion in Sarpsborg, Norwegen.

## Geschichte
Sparta Amfi wurde 1963 eröffnet und ist seither Heimspielstätte der professionellen Eishockeymannschaft Sparta Warriors aus der GET-ligaen.